# Atgharia Upazila
Atgharia Upazila är ett underdistrikt i Bangladesh. Det ligger i den centrala delen av landet, 130 kilometer väster om huvudstaden Dhaka.
Trakten runt Atgharia Upazila består till största delen av jordbruksmark. Runt Atgharia Upazila är det mycket tätbefolkat, med 1 361 invånare per kvadratkilometer.